# Access token
Un access token (in italiano token d'accesso) è un oggetto dei sistemi operativi Microsoft Windows che contiene la sessione di accesso (logon) e identifica l'utente, i suoi privilegi e il gruppo di utenti al quale appartiene. Il sistema associa il token a ciascun processo avviato dall'utente. La combinazione di processo e token viene chiamata soggetto. I soggetti operano sugli oggetti di Windows richiamando i servizi di sistema. Ad ogni accesso a una risorsa il sistema richiama una routine di convalida dell'accesso che confronta il token del soggetto con l'elenco di controllo degli accessi ACL (Access Control List) per decidere se l'operazione può essere effettuata; se l'accesso è consentito non si nota niente, se è negato in genere viene mostrato un messaggio.

## Tipi di Token
- Primary token
- Impersonation token